# Séïbou Mama
Séïbou Mama (Parakou, Benín, 28 de diciembre de 1995) es un futbolista de Benín que juega en la posición de centrocampista con el Saint-Nazaire AF de la Regional 1.

## Carrera

### Club
| Periodo   | Club                 |  | 2012-2013 | USS Kraké |
| 2013-2014 | ASPAC FC             |  |           |           |
| 2014-2016 | Buffles du Borgou FC |  |           |           |
| 2016-2018 | ASPAC FC             |  |           |           |
| 2018      | Buffles du Borgou FC |  |           |           |
| 2018-2021 | SC Toulon            |  |           |           |
| 2021-2023 | Vannes OC            |  |           |           |
| 2023-     | Saint-Nazaire AF     |  |           |           |

### Selección nacional
A nivel de selecciones menores jugó en el Campeonato Juvenil Africano de 2013. Debutó con Benín en 2014 y su primer gol internacional lo anotó el 21 de mayo de 2017 en el empate 2-2 ante Burkina Faso en un partido amistoso en Cotonú.
Fue convocado para jugar en la Copa Africana de Naciones 2019 donde alcanzó los cuartos de final.

## Logros
- Premier League de Benín (1): 2014
- Championnat National 2 (1): 2018/19